# Xã Marion, Quận Hancock, Ohio
Xã Marion (tiếng Anh: Marion Township) là một xã thuộc quận Hancock, tiểu bang Ohio, Hoa Kỳ. Năm 2010, dân số của xã này là 2.759 người.